# Professional Developers Conference
Professional Developers Conference (PDC), în traducere „Conferința Dezvoltatorilor Profesionali”, a fost o serie de conferințe pentru dezvoltarea software-ului deținută de Microsoft. Conferința a fost ținută infrecvent, pentru a coincide cu lansările beta ale sistemului de operare Windows, arătând subiecte de interes pentru cei care dezvoltau hardware și software pentru noile versiuni de Windows.
În 2011, PDC a fost combinată cu conferința pentru dezvoltare web a Microsoft MIX pentru a forma Build Conference.

## Evenimente

### 1992-1998
- Iulie 1992 - Centrul Moscone, în San Francisco, California
  - Cunoscută ca Win32 Professional Developers Conference
  - Prima demonstrație a Win32 API, și prima mențiune a „Chichago”, care va deveni înt-un final Windiws 95
  - Prezență estimată de 5000 de dezvoltatori
  - Lansarea preliminară a Windows NT 3.1 pentru dezvoltatori (build 297) a fost trimisă la cei prezenți la conferință
- Decembrie 1993 - Anahaeim Covention Center în Anaheim, California[1]
  - Windows „Chicago”
  - Win32 și Object Linking and Embedding versiunea 2
  - Prezentă estimată la peste 8000 de oameni
  - Prima demonstrație publică a Cario, incluzând Object File System
- Martie 1996 - Moscone Center din San Francisco, California[2]
  - Microsoft a demonstrat puterea noilor unelte, redenumite ActiveX
  - Microsoft și alți lideri din industrie au prezentat VBScript, o implementare a OLE Scripting; Controale ActiveX, pentru încorporarea controalelor OLE în documente HTML; ActiveX Conferencing, care permite partajarea datelor, precum și a aplicațiilor prin TCP/IP; Internet Control Pack, care le permite dezvoltatorilor să-și facă aplicațiile conștiente de Internet; și numeroase alte tehnologii ActiveX.
  - Noiembrie 1996 - Long Beach, California
 3-7 noiembrie 1996[3]
- Septembrie 1997 - Centrul de Covenții San Diego din San Diego, California[4]
  - Primele demonstrații ale Windows NT 5.0, lansarea Beta 1 pentru dezvoltatori
  - Prezență estimată de 6.200 de persoane
- 11-15 octombrie 1998 - Centrul de Convenții Colorado, în Denver, Colorado
  - Lansarea Windows NT 5.0 Beta 2 pentru dezvoltatori.
  - Tehnologia Windows DNA a fost anunțată, inclusiv COM

### 2000-2010
- 11-14 iunie 2000 - Orange County Covention Center în Orlando, Florida[5]
  - .NET Framework și Visual Studio .NET au fost anunțate, lansarea beta inițială a fost oferita participanților
  - Limbajul de programare C# a fost anunțat și demonstrat
  - ASP+, succesorul lui Active Server Pages a fost anunțat; a fost redenumit ASP .NET mai târziu în acel an
  - Anunțarea sfârșirii liniei Windows 9x, culminând cu o lansare plănuită în 2002 a unui nou sistem de operare, „Whistler”
  - Internet Explorer 5.5 a fost lansat
  - Prezență estimată la 6000 de dezvoltatori
- 22-26 octombrie 2001 - Los Angeles Covention Center, în Los Angeles, California[6]
  - Windows XP a fost lansat oficial
  - Introducerea a Tablet PC, incluzând un kit pentru dezvoltarea software-ului
  - .NET My Services (nume de cod

HailStorm) a fost anunțat
- - .NET Compact Framework a fost introdus
  - Primele discuții referitoare la Internet Information Services versiunea 6
  - Counting Crows a cântat la petrecerea PDC la Staples Center
- 27-30 octombrie, 2003 - Los Angeles Covention Center, în Los Angeles, California
  - Windows Logohorn arătat - Avalon, Aero, Indigo, WinFS
- 13-16 septembrie 2005 - Los Angeles Covention Center, în Los Angeles, California
  - Windows Vista build 5219 a fost oferit la participanți
  - Demonstrație a Internet Explorer 7
  - Ofice 12 demonstrat cu panglică
  - .NET 2.0
- 27-30 octombrie, 2008 - Los Angeles Covention Center, în Los Angeles, California[7]
  - Prima demonstrație a Windows 7, la fel și a Office 14 pentru Web
  - Introducerea Windows Azure, platforma Microsoft de găzduire (hosting) a datelor
  - Outlook la .NET 4.0, Visual Studio 2010 și o nouă Aplicație Server .NET (nume de cod „Dublin”)
  - Lansarea Microsoft Surface SDK și prima demonstrație a SecondLight, prototipul noi generații Surface
- 17-20 noiembrie, 2009 - Los Angeles Covention Center, în Los Angeles, California[8]
  - Viziunea „Three Screens and a Cloud”
  - Apariția Windows Azure cu servicii comerciale facturate va avea să înceapă în Februarie 2010
  - Multe anunțuri nefrontale: 
    - Microsoft AppFabric, bazat pe serverul de aplicații .NET anterior și tehnologia de stocare în cache (fost nume de cod „Velocity”)
    - Microsoft SQL Server Modeling Services (SSModS) a fost lansat (fost nume de cod „Oslo”)
    - BizTalk Server 2009 R2 anunțat cu noi caracteristici, cum ar fi un mapper îmbunătățit pentru lansarea de la începutul anului 2010

  - Multe anunțuri frontale: 
    - Lansarea primelor beta publice pentru Microsoft Office 2010, Microsoft Silverlight 4
    - Dezvăluiri timpurii despre Microsoft Internet Explorer 9 și obiectivul său de performanță Acid3 mai bună și conformitate cu HTML5/CSS3

  - O tabletă specială „PDC 2009” Acer 1420p Multi-touch a fost oferită tuturor participanților (BIOS-ul face referire la Microsoft în informațiile „despre”)
- 28-29 Octombrie, 2010- Microsoft Campus în Redmond, Washington[9]
  - Noi caracteristici ale platformei pentru Cloud Computing au fost anunțate
  - VmRoles a anunțat că va porta aplicațiile pe premise în cloud
  - Microsoft „Dallas” a fost redenumit în Windows Azure Marketplace DataMarket. ** Aplicații anunțate în Windows Azure Marketplace
  - Un smartphone Windows Phone 7 decodat a fost oferit tuturor participanților
  - Microsoft a limitat numărul de participanți la 1.000

## Alte conferințe Microsoft
- Microsoft Build (din unirea a MIX cu PDC)
- Microsoft Ignite (fosta Microsoft TechEd)
- Dev Connections
- PASS
- SQLBits
- VSLive!